# Reynolds Calthorpe
Reynolds Calthorpe d'Elvetham dans le Hampshire (12 août 1655 à Ampton - 1719) est un homme politique anglais, député whig.

## Biographie
Il est le troisième et dernier fils de James Calthorpe (décédé en 1658) et de Dorothy Reynolds, deuxième fille de James Reynolds de Castle Camps, dans le Cambridgeshire, et sœur de John Reynolds (1625-1657) (en) .
Il représente Hindon aux 4e (1698 - 13 mai 1701) et 6e (1698 - 13 mai 1701) parlements de William et de Mary; au 2e Parlement (1705-1708) d'Anne;  et aux 1er (1707), 2e (1708) et 5e (1715) parlements de Grande-Bretagne  . Il est également un haut shérif du Suffolk.

## Famille
La première épouse de Calthorpe est sa cousine Priscilla Reynolds (décédée le 19 août 1709), fille de Robert Reynolds (et veuve de Richard Knight de Chawton), qu'il épouse à l'Abbaye de Westminster le 11 avril 1681; et avec qui il a un fils unique, Reynolds (6 novembre 1689 - 1714), et qui est député du Borough of Hindon au 4e Parlement britannique. Reynolds le Jeune meurt célibataire le 10 avril 1714.
Il se remarie en 1715, à Barbara Yelverton (v. 1692 - 1724), fille aînée de Henry Yelverton, 1er vicomte Longueville et 15e baron Gray de Ruthyn, et de Barbara Talbot (v. 1665 - 1763) avec qui il a sept enfants, une deuxième fille et l'un des cohéritiers de John Talbot de l'abbaye de Lacock, dans le Wiltshire, de Long Acre, de Westminster et de Salwarpe, dans le Gloucestershire. Ils ont un fils, Henry Calthorpe, et une fille, Barbara Calthorpe. Henry (c. 1717 - 1788) est député de Hindon et chevalier du Bain. Il est décédé célibataire et à sa mort, la lignée masculine de cette famille disparait. Barbara Calthorpe (vers 1716 - 1782), sa seule sœur, mariée en 1741 comme seconde épouse de Henry Gough (1er baronnet) d’Edgbaston, dans le Warwickshire, député de Totnes puis de Bramber, avec qui elle a six enfants. Henry, leur fils aîné, à la mort d'Henry Calthorpe, son oncle, prend le nom et les armes de Calthorpe et est créé baron Calthorpe, de Cockthorpe à Norfolk, le 15 juin 1796.